# Ункель
Ункель (нім. Unkel) — місто в Німеччині, розташоване в землі Рейнланд-Пфальц. Входить до складу району Нойвід. Центр об'єднання громад Ункель.
Площа — 8,16 км2. Населення становить 4971 ос. (станом на 31 грудня 2020).